# A Vida É Bela
A Vida É Bela (em italiano:  La vita è bella - [la ˈviːta ɛ ˈbɛlla]) é um filme italiano de 1997 do gênero comédia dramática dirigido e estrelado por Roberto Benigni, co-autor do longa juntamente com Vincenzo Cerami.
O filme se passa na Segunda Guerra Mundial onde Guido Orefice, um judeu dono de uma singela livraria judaica na Itália Fascista, é capturado e mandado para um campo de concentração na Alemanha Nazista, juntamente com seu filho, o pequeno Giosué; usando sua inteligência, espirituosidade e bom humor, Guido faz com que a criança acredite que ambos estão em um jogo, com o objetivo de protegê-lo do horror em que estão inseridos. La vita è bella foi parcialmente inspirado no livro Ho Sconfitto Hitler, de Rubino Romeo Salmonì, e por relatos verídicos vivido pelo próprio pai de Benigni, que passou dois anos em um campo de trabalho alemão durante a guerra.
Lançado em dezembro de 1997 na Itália, o longa se tornou um grande sucesso de crítica e público, apesar das críticas iniciais sobre a utilização da comédia para abordagem do enredo envolvendo os dramas da Segunda Guerra. A Vida É Bela venceu o Grand Prix do Festival de Cannes em 1998, nove Prêmios David di Donatello na Itália, incluindo o de Melhor Filme, e três Oscars nas categorias de melhor filme estrangeiro, melhor ator (pela atuação de Roberto Benigni) e melhor trilha sonora para um filme dramático durante a cerimônia de 1999.

## Enredo

Guido, Dora e Giosué em uma cena do filme

O filme se passa na Itália Fascista, a partir de 1939 até o final da Segunda Guerra Mundial em 1945, narrando a trajetória do ítalo-judeu Guido, pai do menino Giosué.
Guido tenta convencer o filho de que o encarceramento dos dois (além de Dora, sua esposa e mãe de Giosué) em um campo de concentração alemão é na verdade um jogo, em que os presos competem para marcar pontos. Na "competição", o primeiro a atingir mil pontos iria ganhar um tanque de guerra.

## Elenco
- Roberto Benigni como Guido Orefice
- Nicoletta Braschi como Dora Orefice
- Giorgio Cantarini como Giosué Orefice
- Giustino Durano como Tio Eliseo
- Horst Buchholz como Dr. Lessing
- Marisa Paredes como a mãe de Dora
- Sergio Bustric como Ferruccio
- Amerigo Fontani como Rodolfo
- Lydia Alfonsi como Guicciardini
- Giuliana Lojodice como a diretora da escola
- Pietro Desilva como Bartolomeo
- Francesco Guzzo como Vittorino
- Raffaella Lebboroni como Elena
- Claudio Alfonsi como Amico Rodolfo
- Gil Baroni como o prefeito de Arezzo
- Ennio Consalvi como general Graziosi
- Aaron Craig como o combatente americano do tanque

## Produção

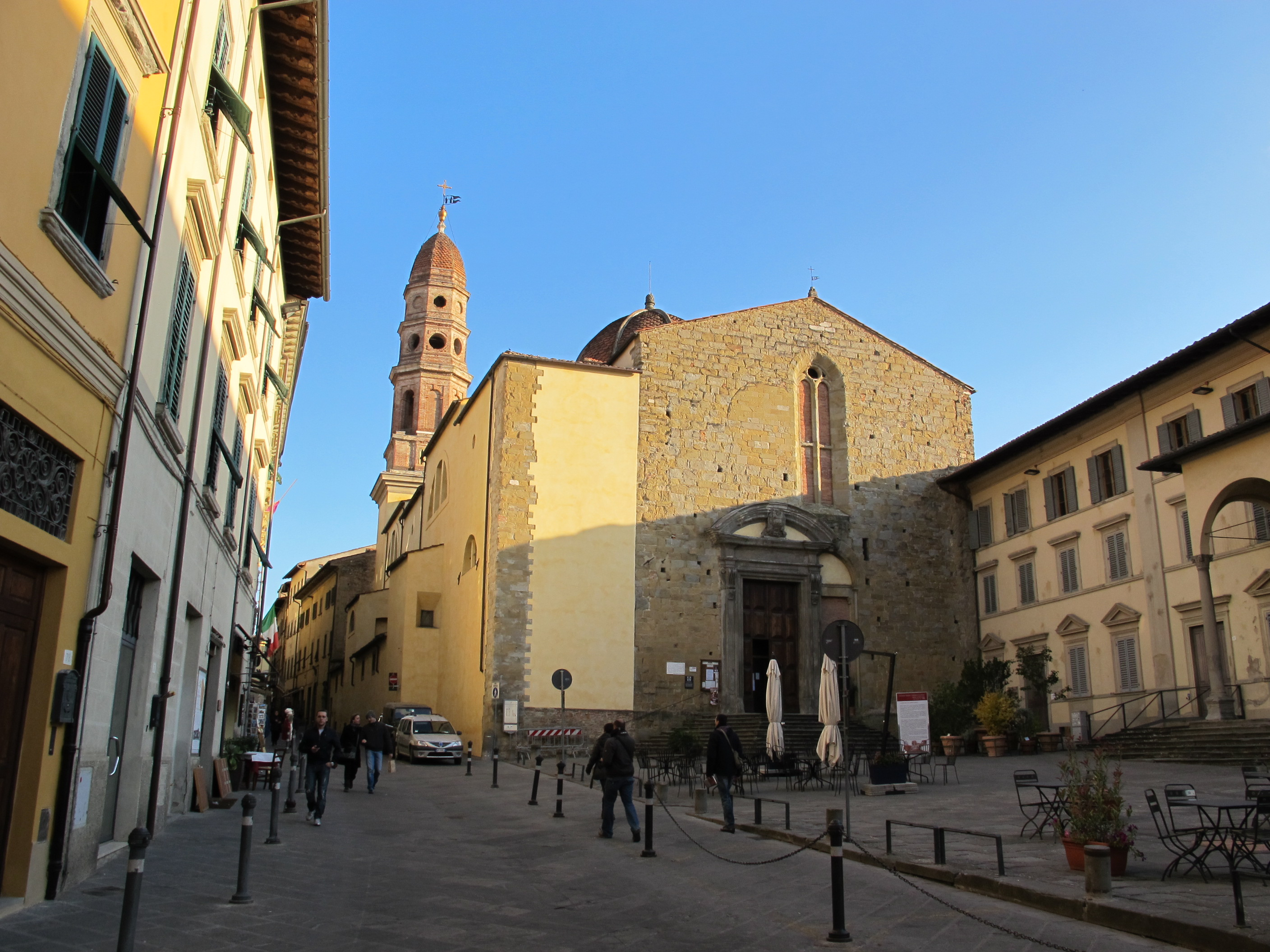
O filme teve como uma de suas locações a cidade de Arezzo, na região italiana da Toscana, sendo rodado inclusive em frente da Badia delle Sante Flora e Lucilla.

O diretor Roberto Benigni, que escreveu o roteiro com Vincenzo Cerami, inspirou-se na história de Rubino Romeo Salmonì e em seu livro In the End, I Beat Hitler, que incorpora elementos de ironia e humor negro. Salmoni era um judeu italiano que foi deportado para Auschwitz, sobreviveu e se reuniu com seus pais, mas posteriormente descobriu que seus irmãos foram assassinados. Benigni afirmou que desejava retratar Salmoni como um homem que desejava viver da maneira certa; ele também se baseou na história real de seu pai Luigi Benigni, que se tornou um membro do exército italiano depois que a Itália mudou para o lado dos Aliados em 1943. Luigi Benigni passou dois anos em um campo de concentração nazista e, para evitar assustar seus filhos, contou sobre suas experiências com humor, o que lhe ajudava a lidar com a situação. Roberto Benigni explicou sua filosofia: "rir e chorar vem do mesmo ponto da alma, não? Sou um contador de histórias: o cerne da questão é alcançar a beleza, a poesia, não importa se isso é comédia ou tragédia. Eles são os mesmos se você alcançar a beleza".
Amigos e pessoas próximas de Benigni desaconselharam-lhe a realização do filme, já que ele é um comediante, e não judeu, e que o Holocausto não interessava ao público estabelecido. Por ser gentio, Benigni consultou o Centro de Documentação do Judaísmo Contemporâneo, sediado em Milão, durante toda a produção. Benigni incorporou imprecisões históricas para distinguir sua história do verdadeiro Holocausto, sobre o qual ele disse que apenas documentários mostrando sobreviventes poderiam fornecer "a verdade".
O filme foi rodado no centro histórico de Arezzo, na região da Toscana. A cena em que Guido cai da bicicleta e pousa em Dora foi rodada em frente a Badia delle Sante Flora e Lucilla.

## Lançamento
O filme foi lançado em 1997 na Itália pela Cecchi Gori Group. La vita è bella foi exibido no Festival de Cinema de Cannes em maio de 1998. Nos Estados Unidos, o filme estreou em 23 de outubro de 1998 sob distribuição da Miramax Films; no Reino Unido foi lançado em 12 de fevereiro de 1999. Depois que a versão legendada em inglês se tornou um sucesso em territórios que falam esse idioma, a Miramax relançou o filme nesses países em uma versão dublada em inglês, mas teve menos sucesso que a versão com legendas. O filme chegou nos cinemas do Brasil em 5 de fevereiro de 1999 sob distribuição do Grupo Paris Filmes, sendo posteriormente lançado em DVD pela Imagem Filmes no país.[carece de fontes?]
O filme foi exibido pela TV italiana pela primeira vez em 22 de outubro de 2001 pelo canal de televisão RAI e foi assistido por dezesseis milhões de pessoas, tornando-se o filme italiano mais visto na TV do país.

## Recepção

### Comercial
A Vida É Bela foi comercialmente bem-sucedido, faturando US$ 48,7 milhões na Itália. Foi a maior bilheteria do cinema italiano em seu país natal até 2011, quando foi ultrapassado por Che bella giornata.
O filme arrecadou US$ 57.763.264 na América do Norte e US$ 171.600.000 em outros territórios, totalizando um faturamento mundial de US$ 229.163.264. Foi o filme de língua estrangeira de maior bilheteria nos Estados Unidos até O Tigre e o Dragão, lançado em 2000.

### Resposta crítica

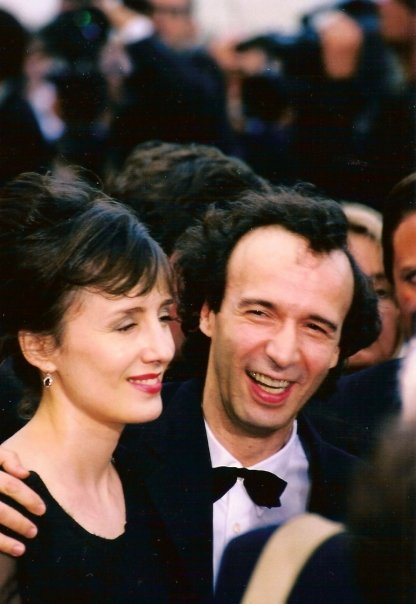
Roberto Benigni recebeu críticas positivas tanto pela realização do filme quanto pela sua performance como Guido juntamente com sua esposa Nicoletta Braschi, que interpretou Dora.

O filme foi aclamado pela imprensa italiana, com Benigni sendo tratado como um "herói nacional". O Papa João Paulo II, que assistiu a uma exibição privada do filme com o próprio Benigni, nomeou A Vida É Bela como um dos seus cinco filmes favoritos. O crítico cinematográfico Roger Ebert deu ao filme três estrelas e meia de cindo, afirmando: "Em Cannes, o filme ofendeu alguns críticos de esquerda com o uso do seu humor em conexão com o Holocausto. O que pode ser mais ofensivo para ambas as alas é o desvio de política em favor da engenhosidade humana simples. O filme encontra as notas certas para negociar seu assunto delicado"; Michael O'Sullivan, escrevendo para o The Washington Post, chamou o filme de "triste, engraçado e assombroso"; Janet Maslin escreveu para o The New York Times dizendo que o filme tirou "uma colossal quantidade de fidelidade sobre a guerra"; No Los Angeles Times, Kenneth Turan observou que o filme tinha "alguma oposição furiosa" em Cannes, mas disse que "o filme, de maneira inimaginável, consegue surpreender a todos"; David Rooney, da revista Variety, disse que o filme teve "resultados mistos", com "profundidade e pungência surpreendentes" no desempenho de Benigni, mas "visualmente bastante plano" pelo seu trabalho de câmera por Tonino Delli Colli.
Em 2002, o crítico da BBC Tom Dawson escreveu que "o filme supostamente pretende ser uma homenagem aos poderes da imaginação, da inocência e do amor nas circunstâncias mais angustiantes", mas "a fantasia sentimental de Benigni diminui o sofrimento das vítimas do Holocausto". Em 2006, o cineasta de comédia judaico americano Mel Brooks falou negativamente sobre o filme em uma entrevista na revista alemã Der Spiegel, dizendo que Benigni é um gentio e que ninguém da família dele morreu em campos de concentração. Em contraste, Imre Kertész, vencedor do Nobel de Literatura, argumenta que aqueles que consideram o filme uma comédia, e não uma tragédia, perderam o objetivo do filme; Kertész chama a atenção para o que ele chama de "conformismo do Holocausto" no cinema para rejeitar as tragédias retratadas em A Vida É Bela.
O site agregador de críticas Rotten Tomatoes dá ao filme uma classificação de 80% de aprovação com base em 86 críticas sob o seguinte consenso: "Encanto sincero de Benigni, quando não ultrapassando seus limites doces desnecessariamente, oferece a possibilidade de esperança em face do horror inabalável".

## Prêmios e indicações
A Vida É Bela foi exibido no Festival de Cannes de 1998 e ganhou o Grand Prix, ao receber o prêmio, Roberto Benigni beijou os pés do presidente do júri, Martin Scorsese.
Durante a septuagésima primeira cerimônia do Óscar em 1999, Benigni venceu o prêmio de melhor ator por seu papel, com o filme ganhando mais dois prêmios de melhor trilha sonora para um filme dramático e melhor filme estrangeiro; o comportamento de Benigni na cerimônia foi considerado um dos momentos mais marcantes da história do Óscar pois ele pulou em cima dos assentos enquanto caminhava para o palco para aceitar seu primeiro prêmio e, ao aceitar seu segundo, disse: "Vocês cometeram um erro terrível ao me dar mais um prêmio pois eu já usei todo o meu inglês ao receber a primeira estatueta".
| Cerimônia                                   | Data da cerimônia         | Categoria                          | Recipiente(s)                                   | Resultado | Ref(s) |
| ------------------------------------------- | ------------------------- | ---------------------------------- | ----------------------------------------------- | --------- | ------ |
| Óscar                                       | 21 de março de 1999       | Melhor filme                       | Elda Ferri e Gianluigi Braschi                  | Indicado  | [ 33 ] |
| Óscar                                       | 21 de março de 1999       | Melhor diretor                     | Roberto Benigni                                 | Indicado  | [ 33 ] |
| Óscar                                       | 21 de março de 1999       | Melhor roteiro original            | Roberto Benigni e Vincenzo Cerami               | Indicado  | [ 33 ] |
| Óscar                                       | 21 de março de 1999       | Melhor ator                        | Roberto Benigni                                 | Venceu    | [ 33 ] |
| Óscar                                       | 21 de março de 1999       | Melhor filme estrangeiro           | A Vida É Bela                                   | Venceu    | [ 33 ] |
| Óscar                                       | 21 de março de 1999       | Melhor edição                      | Simona Paggi                                    | Indicado  | [ 33 ] |
| Óscar                                       | 21 de março de 1999       | Melhor trilha sonora (drama)       | Nicola Piovani                                  | Venceu    | [ 33 ] |
| AACTA Awards                                | 1999                      | Melhor filme estrangeiro           | Elda Ferri e Gianluigi Braschi                  | Venceu    | [ 35 ] |
| BAFTA                                       | 11 de abril de 1999       | Melhor filme em língua não inglesa | Elda Ferri, Gianluigi Braschi e Roberto Benigni | Indicado  | [ 36 ] |
| BAFTA                                       | 11 de abril de 1999       | Melhor roteiro original            | Roberto Benigni e Vincenzo Cerami               | Indicado  | [ 36 ] |
| BAFTA                                       | 11 de abril de 1999       | Melhor ator                        | Roberto Benigni                                 | Venceu    | [ 36 ] |
| Festival de Cannes                          | 13–24 de maio de 1998     | Grand Prix                         | Roberto Benigni                                 | Venceu    | [ 32 ] |
| César                                       | 6 de março de 1999        | Melhor filme estrangeiro           | Roberto Benigni                                 | Venceu    | [ 37 ] |
| Prêmios Critics' Choice Movie               | 19 de janeiro de 1999     | Melhor filme                       |                                                 | Indicado  | [ 38 ] |
| Prêmios Critics' Choice Movie               | 19 de janeiro de 1999     | Melhor filme estrangeiro           |                                                 | Venceu    | [ 38 ] |
| Prêmios Critics' Choice Movie               | 19 de janeiro de 1999     | Melhor ator                        | Roberto Benigni                                 | Venceu    | [ 38 ] |
| David di Donatello                          | 1998                      | Melhor filme                       | Roberto Benigni                                 | Venceu    | [ 39 ] |
| David di Donatello                          | 1998                      | Melhor diretor                     | Roberto Benigni                                 | Venceu    | [ 39 ] |
| David di Donatello                          | 1998                      | Melhor produtor                    | Elda Ferri e Gianluigi Braschi                  | Venceu    | [ 39 ] |
| David di Donatello                          | 1998                      | Melhor roteiro                     | Roberto Benigni e Vincenzo Cerami               | Venceu    | [ 39 ] |
| David di Donatello                          | 1998                      | Melhor ator                        | Roberto Benigni                                 | Venceu    | [ 39 ] |
| David di Donatello                          | 1998                      | Melhor ator coadjunvante           | Sergio Bustric                                  | Indicado  | [ 39 ] |
| David di Donatello                          | 1998                      | Melhor cinematografia              | Tonino Delli Colli                              | Venceu    | [ 39 ] |
| David di Donatello                          | 1998                      | Melhor edição                      | Simona Paggi                                    | Indicado  | [ 39 ] |
| David di Donatello                          | 1998                      | Melhor som                         | Tullio Morganti                                 | Indicado  | [ 39 ] |
| David di Donatello                          | 1998                      | Melhor trilha sonora               | Nicola Piovani                                  | Indicado  | [ 39 ] |
| David di Donatello                          | 1998                      | Melhor design de produção          | Danilo Donati                                   | Venceu    | [ 39 ] |
| David di Donatello                          | 1998                      | Melhor figurino                    | Danilo Donati                                   | Venceu    | [ 39 ] |
| David di Donatello                          | 1998                      | Prêmio de honra                    | Roberto Benigni                                 | Venceu    | [ 39 ] |
| Prémios do Cinema Europeu                   | 7 de dezembro de 1998     | Melhor filme                       | Elda Ferri e Gianluigi Braschi                  | Venceu    | [ 40 ] |
| Prémios do Cinema Europeu                   | 7 de dezembro de 1998     | Melhor ator                        | Roberto Benigni                                 | Venceu    | [ 40 ] |
| Festival de Cinema de Jerusalém             | 1998                      | Melhor experiência judaica         |                                                 | Venceu    | [ 13 ] |
| Prémios Screen Actors Guild                 | 7 de março de 1999        | Melhor elenco em cinema            | todo o elenco                                   | Indicado  | [ 41 ] |
| Prémios Screen Actors Guild                 | 7 de março de 1999        | Melhor ator em cinema              | Roberto Benigni                                 | Venceu    | [ 41 ] |
| Festival Internacional de Cinema de Toronto | 10–19 de setembro de 1998 | Escolha do público                 | Roberto Benigni                                 | Venceu    | [ 18 ] |

## Trilha sonora
A trilha sonora original do filme foi composta inteiramente por Nicola Piovani, com exceção de uma peça clássica que aparece frequentemente no longa: "Barcarolle" de Jacques Offenbach. A Vida É Bela ganhou o Óscar de melhor trilha sonora para um filme de drama e foi inicado ao Gramy na categoria "melhor composição instrumental produzida para um filme, programa de televisão ou outros meios visuais", mas perdeu para A Bug's Life da Disney/Pixar.